# Norma Atallah
Norma Atallah (2 febbraio ...) è un'attrice britannica.
È nota soprattutto come interprete di musical nel West End di Londra, dove ha recitato in Oklahoma!, Les Misérables, Cats, Evita, I pirati di Penzance, Oklahoma!, Chicago, In the Heights e Follies.

## Filmografia parziale
- Yentl, regia di Barbra Streisand (1983)
- Mamma mia!, regia di Phyllida Lloyd (2008)
- Les Misérables, regia di Tom Hooper (2012)
- Mortdecai, regia di David Koepp (2015)
- La bella e la bestia (Beauty and the Beast), regia di Bill Condon (2017)

### Televisione
- Roma (Rome) – serie TV, episodio 1x06 (2005)
- Un genio sul divano (Genie in the House) – serie TV, 2 episodi (2009)
- EastEnders – serial TV, 1 puntata (2014)
- Doctors - serie TV, 1 episodio (2019)